# Adesmus vulcanicus
Adesmus vulcanicus är en skalbaggsart som beskrevs av Maria Helena M. Galileo och Martins 1999. Adesmus vulcanicus ingår i släktet Adesmus och familjen långhorningar.
Artens utbredningsområde är Costa Rica. Inga underarter finns listade i Catalogue of Life.